# Bergepanzer III
Bergepanzer III, БРЭМ III — немецкая бронированная ремонтно-эвакуационная машина времён Второй мировой войны. Переделывалась на заводах Третьего Рейха из устаревших танков PzKpfw III. Всего переделано с марта по декабрь 1944 года около 176 танков.

## История создания
В январе 1944 года было приказано доставленные на заводы для ремонта PzKpfw III переоборудовать в БРЭМы. В среднем, предусматривалось подвергать переделке по 30 машин в месяц. При модернизации с танка снималась башня, устанавливался якорь Sd Ah 40 на одноосном шасси для фиксации машины на месте при вытаскивании повреждённой боевой машины.

## Характерные особенности
Вместо башни, на корпус танка помещался большой деревянный ящик, в котором находились инструменты для ремонта танков в полевых условиях. На крыше кормы устанавливался мачтовый кран. На БРЭМ использовались, как правило, широкие, «Восточные» гусеницы.

## Боевое применение
БРЭМ находились в ремонтных ротах танковых полков, которые были вооружены танками PzKpfw IV, или в дивизионах штурмовых орудий, созданных на базе танков PzKpfw III или PzKpfw IV. В январе 1945 года в Вермахте насчитывалось ещё около 130 таких машин.

## В массовой культуре

### Стендовый моделизм
Bergepanzer III не представлен в стендовом моделизме. Пластиковую модель-копию Bergepanzer III в масштабе 1:35 можно сделать из модели танка Pz.Kpfw III ausf. L от японской компании Tamiya при помощи конверсионного набора от чешской компании CMK. 